# (73329) 2002 JN105
(73329) 2002 JN105 – planetoida z pasa głównego asteroid okrążająca Słońce w ciągu 3,31 lat w średniej odległości 2,22 j.a. Odkryta 12 maja 2002 roku.